# Lucie Ingemann
Lucie Marie Ingemann (født Mandix 19. februar 1792 i København, død 15. januar 1868 i Sorø) var en dansk maler. Hun er særlig kendt for sine store altertavler med mange bibelske Figurer.

## Familie
Lucie Mandix var datter af nationaløkonom, sekretær, senere kommitteret i rentekammeret, konferensråd Jacob Mandix (1758-1831) og Margaretha Elisabeth Hvistendahl (1756-1816).
Som 20-årig blev hun forlovet med forfatteren B.S. Ingemann og ti år senere begyndte deres ægteskab, som af flere kilder betegnes som harmonisk og forblev barnløst. Parret var optaget af kunst, poesi og historie, og flere af tidens navnkundige kunstnere var gæster i deres hjem. En brevveksling mellem parret og H.C. Andersen er udgivet i tre bind.
"Lucie var en flittig maler, hvad Ingemann fuldt ud respekterede på tværs af tidens almindelige kvindeopfattelse," hedder det om parret i Arkiv for Dansk Litteratur, ligesom også litteraturbiblioteket Forfatterweb beretter, at "Lucie Mandix var maler, og Ingemann støttede – ulig mange andre på den tid – sin kones kunstneriske virke."
Hun blev begravet på Sorø Gamle Kirkegård.

## Uddannelse
Hun tegnede fra tidlig barndom, ofte blomster. Hun opsøgte flere malere, blandt andre C.F. Høyer og C.A. Lorentzen samt arkitekt G.F. Hetsch, men fik først undervisning hos blomstermaleren C.D. Fritzsch fra 1817.
Kilder peger på, at hun via en professor ved kunstakademidet kom i kontakt med tyske malere, de såkaldte nazarenere, som satte det religiøse udtryk højere end samtidens krav til billedkomposition og tegning. "Den kunstneriske vurdering af hendes arbejder, især altertavlerne, har aldrig været gunstig, hverken i samtiden eller eftertiden, hvor åndsfællesskab med tysk kunst nærmest blev et tabu. Ikke desto mindre må Lucie Ingemann regnes for professionel og en pioner blandt danske kvindelige kunstnere," lyder kunsthistoriker Elisabeth Fabricius vurdering.

## Karriere
Hun udstillede på Charlottenborg Forårsudstilling både i 1824 og 1826. I en periode fik hun råd af C.W. Eckersberg når det gjaldt perspektiv og figurtegning og dette sammen med en studierejse til Tyskland, var med til, at hun begyndte at male altertavler.
Kilder peger på, at hun via en professor ved kunstakademidet kom i kontakt med tyske malere, de såkaldte nazarenere, som satte det religiøse udtryk højere end samtidens krav til billedkomposition og tegning. "Den kunstneriske vurdering af hendes arbejder, især altertavlerne, har aldrig været gunstig, hverken i samtiden eller eftertiden, hvor åndsfællesskab med tysk kunst nærmest blev et tabu. Ikke desto mindre må Lucie Ingemann regnes for professionel og en pioner blandt danske kvindelige kunstnere," lyder kunsthistoriker Elisabeth Fabricius vurdering.
Hun fik få positive vurderinger af sine arbejder i sin samtid.

## Værker, der stadig findes
Hun havde en omfattende produktion af altertavler bag sig. Kun få af dem eksisterer endnu, men en del af de kirker, som fik dem i gave, har opbevaret dem.
- "Den genopstandne Kristus" fra 1833 i Alsted Kirke
- "Forklarelsen paa Bjerget" fra 1838 i Nykøbing Sjælland Kirke
- "Den himmelfarne Kristus" fra 1850 i Slangerup Kirke
- "Jesus ved Carpernaum" i Ulsted Kirke
- en altertavle i Give Kirke
- en altertavle i Ørum Kirke

## Enkelte værker
- En havearbejder, 1844[1].
- Thorvaldsens Apotheose, efter 1844 [2]
- En havemand og Kristus der åbenbarer sig for kvinderne ved graven, skitser, 1843 [3]
- Gammel mand med brækket kost, skitse, 1831 [4]
- En fattig kone, skitse, 1831 [5]